# Diastrophus mayri
Espèce
Diastrophus mayri est une espèce d'insectes hymenoptères de la famille des Cynipidés et du genre Diastrophus. Elle est galligène et sa plante hôte est principalement Potentilla argentea. 
La galle est représentée par un renflement de la tige de 10 à 30mm de long sur 5 à 10mm de diamètre arrondi ou fusiforme à surface ordinairement bosselée et contenant plusieurs loges individuelles. Cette galle est souvent formée en haut de la plante. Outre Potentilla argentea, cette espèce est susceptible de former des galles sur P. grandiflora, P. heptaphylla, P. inclinata, P. supina et P. wimanniana. 
Cette espèce est présente en Europe, et plus particulièrement en France, en Allemagne et en Hongrie.
Deux autres insectes présentent des galles sur Potentilla argentea. Il s'agit de Perrisia potentillae formant des boutons gonflés et aux larves grégaires et Eriophyes parvulus formant un épais feutrage blanc jaunâtre sur toutes les parties vertes.